# FLOWERS (go!go!vanillasのアルバム)
『FLOWERS』（フラワーズ）は、日本のロックバンド・go!go!vanillasが2022年12月14日にGetting Betterから発売した、メジャーでは6枚目、通算で7枚目のフルアルバムである。

## 概要
前作から1年9ヶ月ぶりとなるフルアルバム。

2022年9月24日に大阪城ホールで開催されたライブ『My Favorite Things』のアンコールにて発売が発表された。
完全限定生産盤と通常盤の2形態で発売され、完全限定生産盤には「FLOWER OF LIFE」と題された特典DVDが付属。2022年5月5日に開催された『青いの。ツアー 2022』のライブ映像とドキュメンタリー、そしてメンバーへのアルバム収録楽曲に関するインタビュー映像を収録。
ジャケットは、画家萩原慎哉による書き下ろしの油彩画。水中に咲く一輪の花が描かれている。
オフィシャルファンクラブ「go!go!CLUB」及び、ビクターオンラインストアにて今作を購入すると限定インストCD 「FLOWERS (instrumental)」 (全12曲収録)が付属した。
「自分たちの人間味が強く出る作品」を意識して製作された。
タイトルには、一曲一曲が“種”としてリスナーの心の中に溶け込み、楽曲が種に“栄養”を与え、日常生活を豊かにするものとなって、それぞれの心に“花”が咲いて欲しいという思いが込められている。
今作の発売日である12月14日には、TikTok LIVEにてライブ「TikTok LIVE at SAIZEN」が配信された。
2023年1月から5月にかけて、このアルバムを引っ提げたライブツアー『「FLOWERS」TOUR 2023』が開催された。

## 批評
音楽ライターの松本侃士は、本作に関して「今のバニラズは、かつてないほど大胆に自分たちの創造性を開花させている。特に、アイリッシュサウンドと鮮烈なロックバイブスを掛け合わせた“HIGHER”が生む高揚感は本当に凄まじい。好きな音を、好きなように、好きな仲間たちと鳴らす。その無邪気な自由さこそが、今回バニラズが手にした最強の武器であり、今の彼らは何度目かの覚醒の季節を迎えている。」と述べている。

## 収録内容
| #         | タイトル                     | 作詞・作曲 | 編曲                                          | 時間  |
| --------- | ---------------------------- | ---------- | --------------------------------------------- | ----- |
| 1.        | 「HIGHER」                   | 牧達弥     | go!go!vanillas 手島宏夢                       | 04:25 |
| 2.        | 「The Marking Song」         | 牧達弥     | go!go!vanillas                                | 03:14 |
| 3.        | 「ペンペン」                 | 牧達弥     | go!go!vanillas 井上惇志                       | 04:17 |
| 4.        | 「I Don't Wanna Be You」     | 柳沢進太郎 | go!go!vanillas                                | 02:45 |
| 5.        | 「青いの。」                 | 牧達弥     | go!go!vanillas 井上惇志                       | 04:05 |
| 6.        | 「Two of Us feat. 林萌々子」 | 牧達弥     | go!go!vanillas 井上惇志                       | 03:50 |
| 7.        | 「Dirty Pretty Things」      | 牧達弥     | go!go!vanillas                                | 05:06 |
| 8.        | 「My Favorite Things」       | 柳沢進太郎 | go!go!vanillas                                | 04:21 |
| 9.        | 「硝子」                     | 牧達弥     | go!go!vanillas 井上惇志                       | 04:46 |
| 10.       | 「RUN RUN RUN RUN」          | 牧達弥     | go!go!vanillas 手島宏夢 ファンファン 井上惇志 | 03:51 |
| 11.       | 「LIFE IS BEAUTIFUL」        | 牧達弥     | go!go!vanillas 手島宏夢 ファンファン 井上惇志 | 04:38 |
| 12.       | 「きみとぼく」               | 牧達弥     | go!go!vanillas                                | 03:31 |
| 合計時間: | 合計時間:                    | 合計時間:  | 合計時間:                                     | 48:57 |

### 完全限定生産盤付属DVD
| #   | タイトル                                 | 作詞 | 作曲・編曲 | 時間  |
| --- | ---------------------------------------- | ---- | ---------- | ----- |
| 1.  | 「OPENING」                              |      |            | 01:01 |
| 2.  | 「サクラサク」                           |      |            | 02:53 |
| 3.  | 「DOCUMENTARY #1」                       |      |            | 13:15 |
| 4.  | 「青いの。」                             |      |            | 04:59 |
| 5.  | 「FUZZ LOVE」                            |      |            | 04:00 |
| 6.  | 「DOCUMENTARY #2」                       |      |            | 06:37 |
| 7.  | 「T R A P !」                            |      |            | 03:29 |
| 8.  | 「ヒートアイランド」                     |      |            | 04:28 |
| 9.  | 「DOCUMENTARY #3」                       |      |            | 11:38 |
| 10. | 「アメイジングレース」                   |      |            | 05:15 |
| 11. | 「セルバ」                               |      |            | 04:47 |
| 12. | 「DOCUMENTARY #4 ～ ENDING」             |      |            | 08:27 |
| 13. | 「FLOWERS “プログラムノート” INTERVIEW」 |      |            |       |

## 楽曲解説
1. HIGHER
  - 今作のリード曲。
  - 2022年11月23日に先行配信された。また、同時にミュージックビデオも公開された[11][12]。MVは演奏シーンのみで構成されており、福島県の国立公園である浄土平にて撮影された[13]。
  - 2022年9月に開催されたアリーナツアー『My Favorite Things』大阪城ホール公演のアンコールにて、アルバム発売に先駆け初披露された。
  - 2023年1月29日放送のフジテレビ系Love musicにてTVパフォーマンスされた[14]。
  - 牧がバンドの根源は土臭さだと考えていることから、土や泥といったイメージをもって製作された[15]。
2. The Marking Song
  - ビートルズのようなギターサウンドを再現するために、ギターをスピーカーシュミレーターから直接プリアンプに接続して録音している[16]。
3. ペンペン
  - デジタルシングル[17]。
4. I Don't Wanna Be You
  - 柳沢が作詞・作曲を担当した、柳沢と牧のツインボーカル曲。
  - タイトルは直訳すると「お前になりたくない」となるが、そこには「自分のままでいたい」という意味が込められている[13]。柳沢曰く、SNSなどに自分の芯がぶれてしまうくらい嫌な情報が溢れている中で、それに打ち勝つためには自分の芯を太くして、深く地面に突き刺すことが重要なため、「自分は自分でいたい」という自己愛を歌ったとのこと[13]。
  - 柳沢曰く、前作『PANDORA』収録の「クライベイビー」に楽曲の雰囲気等を寄せて製作したが、よりパワフルな楽曲に仕上がったとのこと[18]。
5. 青いの。
  - 8thシングルの表題曲。
6. Two of Us feat. 林萌々子
  - 今作の先行シングル[19]。
  - 2022年9月に開催されたアリーナツアー『My Favorite Things』日本武道館公演のアンコールにて、アルバム発売に先駆け初披露された。
7. Dirty Pretty Things
  - ミュージックビデオが製作されており、2023年3月29日に公開されている[20]。「大切な人を思う気持ち」が表現された作品で、監督はGROUPNが担当した[21]。
  - 2020年の夏頃から「DPT（Dirty Pretty Things）シリーズ」と題された公式グッズが販売されていたため、バンドの作品に「Dirty Pretty Things」というタイトルがつけられるのは今回で2回目である[22]。当時は「Dirty Pretty Things」という言葉は「綺麗事では済まない世界に、美しい愛を」というテーマのもと用いられていた[22]。
8. My Favorite Things
  - 柳沢が作詞・作曲・ボーカルを担当した楽曲。
  - 2022年9月に開催されたアリーナツアー『My Favorite Things』大阪城ホール公演にて、アルバム発売に先駆け初披露された。同ライブのツアータイトルと同名の楽曲である。楽曲はツアータイトルが「My Favorite Things」に決まる前から存在しており別のタイトルがつけられていたが、歌詞がツアータイトルにリンクするという理由からアウトロに「My Favorite Thingsと」というフレーズを入れることを牧が柳沢に提案し、採用されたことで楽曲タイトルも「My Favorite Things」となった[13][23]。歌詞には「自分の周りに好きな人がいて、好きなものがあれば絶対に幸せになれる」という意味が込められている[23]。
9. 硝子
  - 今作で最後にレコーディングされた曲[16]。
  - ピアノと歌のみで構成されている楽曲で、その他のメンバーはレコーディングには参加していない[18]。
10. RUN RUN RUN RUN
  - 2021年に開催されたアリーナツアー『Life is Beautiful』の会場限定で発売されたシングル「LIFE IS BEAUTIFUL」の収録曲。
11. LIFE IS BEAUTIFUL
  - 2021年に開催されたアリーナツアー『Life is Beautiful』の会場限定で発売されたシングルの表題曲。
12. きみとぼく

## 収録映像解説

### 「FLOWER OF LIFE」
1. LIVE & DOCUMENTARY at 大分 iichikoグランシアタ 2022.5.5
「青いの。ツアー 2022」ファイナル公演のライブ映像の一部と、実家で家族との時間を過ごす牧や、出身中学校で旧友と再会するプリティなど、生立ちまでに肉迫した密着ドキュメンタリーが収録された。
  1. OPENING
  2. サクラサク
  3. DOCUMENTARY #1
    - 牧が祖父母の家を訪れる様子等が収録されている。

  4. 青いの。
  5. FUZZ LOVE
  6. DOCUMENTARY #2
    - プリティが中学時代の同級生に会いに行く様子等が収録されている。

  7. T R A P !
  8. ヒートアイランド
  9. DOCUMENTARY #3
    - ライブ前のメンバーの様子等が収録されている。

  10. アメイジングレース
  11. セルバ
  12. DOCUMENTARY #4 ～ ENDING
    - ライブ終演後のメンバーやその家族、観客の様子等が収録されている。
2. FLOWERS “プログラムノート” INTERVIEW

## 参加ミュージシャン
go!go!vanillas
- 牧達弥（ボーカル・ギター）
- 柳沢進太郎（ギター・ボーカル）
- 長谷川プリティ敬祐（ベース）
- ジェットセイヤ（ドラムス）

Additional Musicians
- 井上惇志(showmore)（ピアノ・キーボード）[Track3,5,6,9,10,11]
- 手島宏夢（フィドル・マンドリン）[Track1,10,11]
- ファンファン（トランペット）[Track10,11]
- 林萌々子（Hump Back）（ボーカル）[Track6]

go!go!vanillasの4人と井上惇志、手島宏夢、ファンファンを合わせた7人を「バニラズ7（セブン）」と呼称することがある。

## タイアップ
| 使用年 | 曲名                     | タイアップ                                              |
| ------ | ------------------------ | ------------------------------------------------------- |
| 2022年 | Two of Us feat. 林萌々子 | フジテレビ系『めざまし8』2022年11月度エンディングソング |

## ライブ映像作品
シングル曲については各作品の項目を参照
HIGHER
- LIVE FILM -My Favorite Things-

My Favorite Things
- LIVE FILM -My Favorite Things-